# Nessuna via d'uscita (singolo)
Nessuna via di uscita è un singolo del rapper italiano Mondo Marcio, pubblicato nel maggio 2006 come secondo estratto dal secondo album in studio Solo un uomo.

## Tracce
Testi e musiche di Mondo Marcio.
CD promozionale (Italia)
1. Nessuna via d'uscita (Clean Version) – 4:31
2. Nessuna via d'uscita (Album Version) – 4:42

CD singolo (Italia), download digitale
1. Nessuna via d'uscita (Album Version) – 4:42
2. Nessuna via d'uscita (Strumentale) – 4:42
3. Nessuna via d'uscita (Acappella) – 4:20
4. Ultima corsa – 4:30

## Classifiche
| Classifica (2006) | Posizione massima |
| ----------------- | ----------------- |
| Italia            | 13                |